# Wiktorowka (rejon korieniewski)
Wiktorowka (ros. Викторовка) – wieś (ros. деревня, trb. dieriewnia) w zachodniej Rosji, centrum administracyjne sielsowietu wiktorowskiego w rejonie korieniewskim obwodu kurskiego.

## Geografia
Miejscowość położona jest nad rzeką Blachowiec, 20 km od centrum administracyjnego rejonu (Korieniewo), 106 km od Kurska.

## Demografia
W 2010 r. miejscowość zamieszkiwało 70 osób.